# Newton (Észak-Karolina)
Newton település az Amerikai Egyesült Államok Észak-Karolina államában, Catawba megyében, melynek megyeszékhelye is. Lakosainak száma 13 148 fő (2020. április 1.).

## Népesség
A település népességének változása:

| 2010 | 12 968 |
| 2020 | 13 148 |